# Contea di Clinton (Kentucky)
La contea di Clinton in inglese Clinton County è una contea dello Stato del Kentucky, negli Stati Uniti. La popolazione al censimento del 2000 era di 9 634 abitanti. Il capoluogo di contea è Albany.